# Rio Bahna (Lozna)
O Rio Bahna é um rio da Romênia afluente do rio Siret, localizado no distrito de Botoşani.